# Чилийская антарктическая территория
Чили́йская антаркти́ческая террито́рия (исп. Territorio Chileno Antártico) — совокупность территориально-политических претензий Чили в Антарктике. Административно представляет собой коммуну Антарктика (исп. Antártica) провинции Антарктика-Чилена области Магальянес-и-ла-Антарктика-Чилена, образована 11 июля 1961 года.
Население — 238 человек (2023 год), зимой снижается до 80 человек.
Территория — сектор между 53° и 90° западной долготы, и от 60° южной широты до Южного полюса. Площадь суши — 1 250 258 км². Расположена в Антарктиде, граничит:
- на севере — с проливом Дрейка,
- на юге, западе и востоке — с другими частями Антарктиды.

Большинство государств не признаёт суверенитет Чили над данной территорией (см. Договор об Антарктике). Аргентина и Великобритания считают часть указанной территории своей. На момент выдвижения территориальных претензий на эту территорию уже претендовали Япония и Великобритания.

Чилийская антарктическая территория на марках Чили: 1947  (Sc #247-248); 1958  (Sc #305); 1958  (Sc #310); 1973  (Sc #434); 1977, визит президента Аугусто Пиночета в Чилийскую Антарктику  (Sc #497)